# کاتالیزور شیباساکی

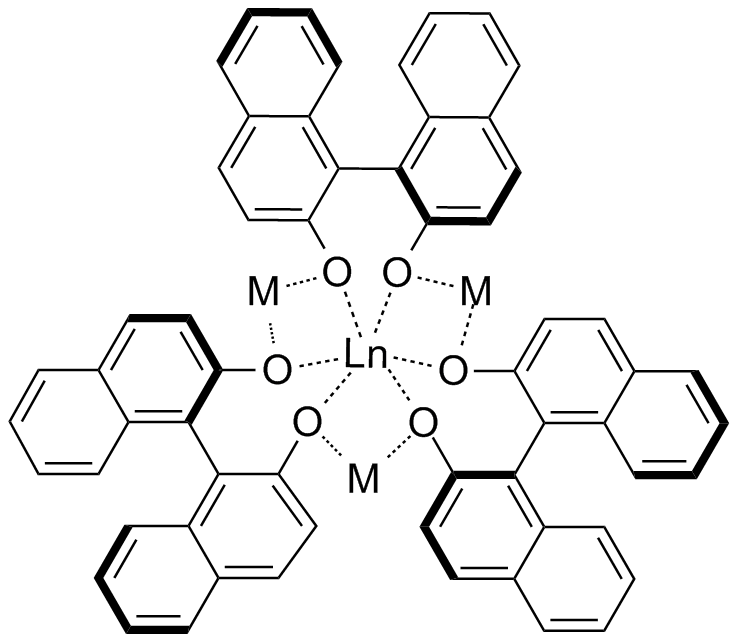
ساختار کلی کاتالیزورهای شیباساکی

کاتالیزورهای شیباساکی یک کلاس از کمپلکس‌های هترو-بی‌فلزی با فرمول کلی[Ln(binol)3(M)3] (M = فلز قلیایی، Ln = لانتانید) هستند. نام این کاتالیزورها از نام شیمیدان ژاپنی ماساکاتسو شیباساکی گرفته شده‌اند که گروهش اولین بار این ترکیبات را توسعه دادند. این ترکیبات به عنوان کاتالیزورهای نامتقارن استفاده می‌شوند.